# Registr komunálních symbolů

Znak hlavního města Prahy

Registr komunálních symbolů (zkráceně REKOS) je česká celostátní databáze, která eviduje obecní symboly (znaky a vlajky) v České republice. Registr spravuje Parlament České republiky.
Registr navrhl v průběhu 4. volebního období (2002–2006) místopředseda Podvýboru pro heraldiku a vexilologii poslanec Zbyněk Novotný (ODS). Dne 26. ledna 2005 byl tento návrh podpořen Výborem pro vědu, vzdělání, kulturu, mládež a tělovýchovu a pověřil jej projednáním této problematiky s Kanceláří Poslanecké sněmovny a jejím vedoucím Petrem Kynštetrem (usnesení VVVKMT č. 221).
Databáze REKOS obsahovala k 31. březnu 2025 záznamy o 5716 obcích (5680 vlajek a 5559 znaků) a je stále doplňována. Obecní symboly udělované od 90. let 20. století mají rovněž uvedené i datum a číslo rozhodnutí, kterým obec symbol obdržela. U některých symbolů je uvedeno, že je znak či vlajka historická (např. Neratovice).

## Historické údaje
Databáze k 1. září 2009 obsahovala záznamy k 3480 obcím a městským částem či obvodům. Evidence zahrnovala k tomuto datu 3426 slovních popisů vlajek, z nichž 3420 měla uvedené i vyobrazení a 3071 popisů znaků, které byly doplněny 2206 obrázky. Kromě těchto symbolů byly do databáze zahrnuty i státní znak, vlajka a dále znaky a vlajky hlavního města Prahy a krajů. Databáze obsahovala k danému datu jen minimum znaků a vlajek udělených městům v předchozím období. Byly to Bečov nad Teplou (znak), Benešov (vlajka), Doloplazy (znak), Poděbrady (vlajka)  a Přerov (vlajka).

## Další registry
Kromě REKOSu existuje i Národní registr vlajek a praporů, spravovaný Českou vexilologickou společností. V tomto registru jsou evidovány vlajky, které nejsou stanoveny zákony České republiky (vlajky státní, krajů, obcí, městských částí/obvodů a vojenských újezdů). Registrované vlajky jsou např. vlajky:
- Spolků a společností
- Firem
- Příležitostné
- Sportovních klubů
- Osobní či rodové
- Částí obcí